# 金剛大学校
金剛大学校（クムガンだいがっこう、朝鮮語: 금강대학교、英語: Geumgang University）は、大韓民国の忠清南道論山市にある私立大学。

## 歴史
- 2002年 - 開校。

## 設立理念
大韓民国の教育理念と天台宗(仏教)の思想に基づく高等教育を実施することを目的としている。

## 組織

### 学部
- 仏教/社会福祉学部
- グローバル経営/行政学部
- 教養学部  - 在籍する学生はなく、教養科目講義の管理をしている。

### 大学院
- 一般大学院
  - 社会福祉仏教学(修士および博士)

## 学術交流協定
- 千葉大学（日本）
- 神田外語大学（日本）
- 目白大学（日本）
- 東洋大学（日本）
- 大正大学（日本）
- 身延山大学（日本）
- 高知大学（日本）
- 北京大学（中華人民共和国）
- 北京外国語大学（中華人民共和国）
- 上海師範大学（中華人民共和国）
- 遼寧大学（中華人民共和国）
- 吉林師範大学（中華人民共和国）
- 長春税務大学（中華人民共和国）
- 中国仏学院（中華人民共和国）
- 北京語言大学（中華人民共和国）
- 陝西師範大学（中華人民共和国）
- 佛光大学（台湾）
- 華梵大学（台湾）
- 南華大学（台湾）
- 法鼓文理学院（台湾）
- ボイシ州立大学（アメリカ合衆国）
- ルイジアナ大学モンロー校（アメリカ合衆国）
- ミシシッピ大学（アメリカ合衆国）
- 西来大学（アメリカ合衆国）
- ブリティッシュコロンビア大学（カナダ）
- ノーザン・ブリティッシュ・コロンビア大学（カナダ）
- パンジャーブ大学（パキスタン）
- Quaid-i-Azam_University（パキスタン）
- マラヤ大学（マレーシア）
- セブ医科大学（フィリピン）